# Чирагкала (футбольный клуб)
«Чирагкала» Сиазань (азерб. «Çıraqqala» Siyəzən Futbol Klubu) — советский и азербайджанский футбольный клуб из города Сиазань. Был основан в 1991 году.

## История клуба

### Советский период
Клуб был создан в 1991 году в Азербайджанской ССР под названием «Чирагкала» Сиазань, однако участия в чемпионатах СССР не принимал.

### Новая история
В 1992 году, после провозглашения независимости и началом проведения первого национального чемпионата, клуб первенствовал в высшей лиге Азербайджана. Однако дебют оказался неудачным и заняв 22 место среди 26 команд, клуб опустился в первую лигу. Лучшим бомбардиром клуба стал Вахид Садигов с 12 забитыми мячами.
Последующие 2 года клуб принимал участие в Первой лиге чемпионата Азербайджана. Лучшим результатом сиазаньцев стало 4 место в сезоне 1993/1994 годов, которое тем не менее оказалось последним сезоном для клуба. В 1994 году, из за финансовых трудностей клуб прекратил своё существование.

## Статистика

### Чемпионат Азербайджана
| Сезон     | Дивизион                    | М  | Игр | Поб | Нич | Пор | М       | О  | Бомбардир     |
| --------- | --------------------------- | -- | --- | --- | --- | --- | ------- | -- | ------------- |
| 1992      | Премьер-лига                | 22 | 38  | 15  | 2   | 21  | 35 - 68 | 34 | Вахид Садигов |
| 1993      | Первый дивизион             | 6  | 16  | 5   | 2   | 9   | 19 - 21 | 12 |               |
| 1993/1994 | Первый дивизион, группа «Б» | 4  | 18  | 10  | 1   | 7   | 25 - 19 | 21 |               |

### Кубок Азербайджана
| Сезон     | Этап        |
| --------- | ----------- |
| 1992      | 1/4 финала  |
| 1993      | 1/16 финала |
| 1993/1994 | 1/16 финала |

## Бывшие футболисты
Список игроков клуба в 1992 году.
| - Абдуллаев Хаджыбала - Абдюлов Махир - Абдюлов Расул - Азизов Эльман - Амирбеков Рафаэль - Асадуллаев Гуламмирза - Аскеров Тахир |  | - Бабаев Гадир - Гасанов Гасан - Гулиев Азер - Гулиев Бехбуд - Гурбанов Мирзафар - Гусейнов Азер - Гусейнов Вугар |  | - Гусейнов Фирудин - Дадашов Дадаш - Дашзарили Рафик - Джамалов Умудага - Джафаров Ариф - Исмаилов Расим - Клестер Геннадий |  | - Мамедов Джамал - Мамедов Шахин - Махмудов Гардашага - Мурадов Хагани - Муслимов Гисмат - Муслимов Нюсрат - Нифталиев Шамиль |  | - Ниязов Анар - Нуриев Ровшан - Раджабов Заур - Садыгов Вахид - Стрекашов Зарбаил - Хейбатов Надиршах - Шихларов Самедага |